# Agustí Albors
Agustí Albors Blanes (Alcoy, 25 de mayo de 1822 - Alcoy. 10 de julio de 1873) fue un político español, también conocido como El pelletes. Miembro del Partido Republicano Federal, fue alcalde de Alcoy tras la Revolución de 1868 y con la Primera República Española, muriendo violentamente al estallar la Revolución del petróleo.

## Biografía

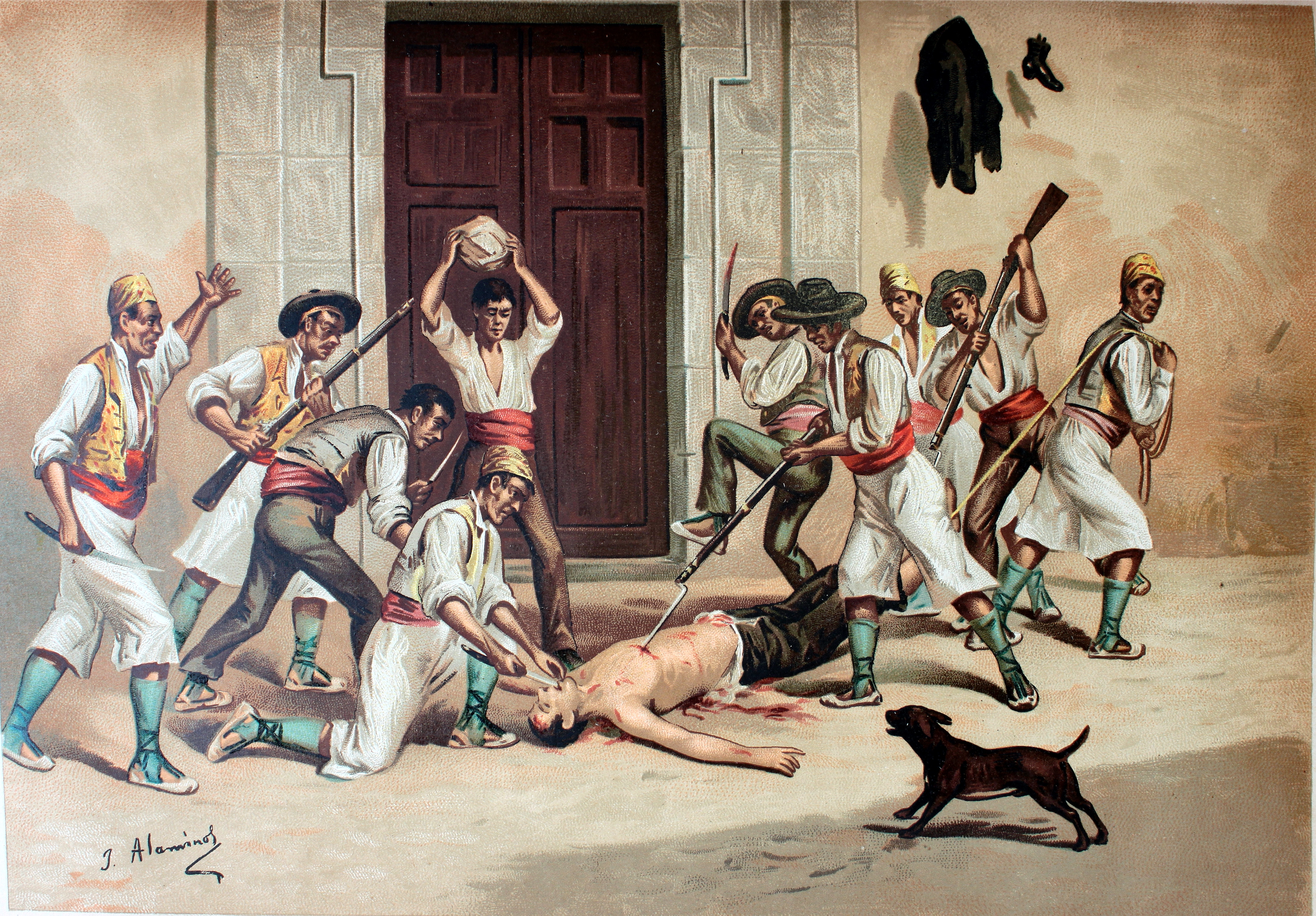
Muerte de Albors

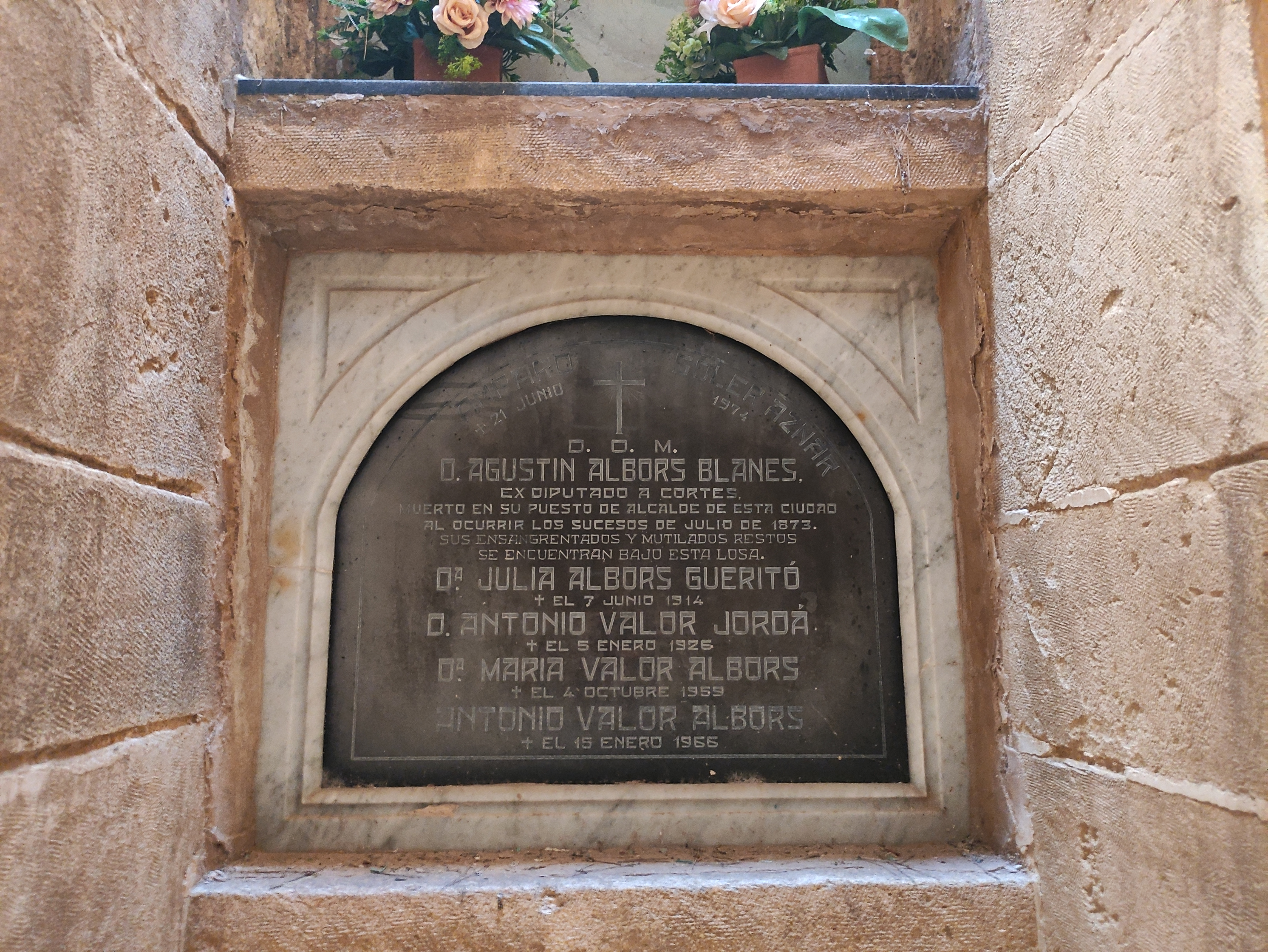
Tumba de Agustín Albors Blanes en el Cementerio de San Antonio Abad.

Hijo de un industrial papelero de ideas progresistas, en 1837 ingresó en la Milicia Nacional y en 1840 en el Partido Progresista. Participó en la rebelión de Boné en 1844, razón por la que tuvo que exiliarse a Francia y fue condenado en contumacia a 22 años de prisión. Volvió a raíz de un indulto en 1846 y participó en la revolución de 1854. 
En 1855 fue nombrado teniente de alcalde de Alcoy y comandante de la Milicia Nacional, pero en 1856 fue destituido por Leopoldo O'Donnell, aunque fue nuevamente elegido concejal entre 1857 y 1860. Simultáneamente se dedicó a fundar dos fábricas textiles y abandonó el Partido Progresista para pasar al Partido Democrático. Participó en la revuelta del general Juan Prim contra el gobierno moderado de agosto de 1867 y fue desterrado a las Islas Marianas, aunque posteriormente fue indultado. 
Dirigió la revolución de 1868 en Alcoy, presidiendo la Junta Provisional y enfrentándose al ejército. Fue designado alcalde y, tras las elecciones generales de 1869, fue elegido diputado a Cortes por el Partido Republicano Democrático Federal. Formó parte del Club Democrático Antón Martín de Madrid. 
Dirigió la revuelta federalista en Alcoy en agosto de 1869 y fue elegido nuevamente concejal del ayuntamiento de Alcoy. Fue nombrado alcalde otra vez el 9 de febrero de 1873, y fue quien proclamó la Primera República Española en la ciudad. Cuando en julio la Asociación Internacional de los Trabajadores (AIT) declaró la huelga general en Alcoy, donde se encontraba la Comisión Federal, Albors trató de negociar con los huelguistas infructuosamente, reuniéndose con sus cabecillas en el ayuntamiento, desde el que, acabada la reunión sin éxito, se hicieron algunos disparos contra los manifestantes que lo rodeaban. Estos, en respuesta, asaltaron e incendiaron el edificio y asesinaron a Albors, cuyo cuerpo mutilado fue arrastrado por las calles de Alcoy.